# S100A12
S100A12‏ (S100 calcium binding protein A12) هوَ بروتين يُشَفر بواسطة جين S100A12 في الإنسان.